# Łukaszowo (obwód smoleński)
Łukaszowo (ros. Лукашово) – wieś (ros. деревня, trb. dieriewnia) w zachodniej Rosji, w osiedlu wiejskim Titowszczinskoje rejonu diemidowskiego w obwodzie smoleńskim.

## Geografia
Miejscowość położona jest w dorzeczu Foszenki, przy drodze regionalnej 66N-0523 (66K-11 – Łukaszowo), 1 km od drogi regionalnej 66K-11 (R120 / Olsza – Diemidow – Wieliż – granica z obwodem pskowskim), 19 km od centrum administracyjnego osiedla wiejskiego (Titowszczina), 17,5 km od centrum administracyjnego rejonu (Diemidow), 81 km od stolicy obwodu (Smoleńsk), 27 km od granicy z Białorusią.
W granicach miejscowości znajduje się ulica Bieriozowaja (2 posesje).

## Demografia
W 2010 r. miejscowość zamieszkiwała 1 osoba.

## Historia
W czasie II wojny światowej od lipca 1941 roku wieś była okupowana przez hitlerowców. Wyzwolenie nastąpiło we wrześniu 1943 roku.
Na mocy uchwały z dnia 28 maja 2015 roku wszystkie miejscowości (w tym Łukaszowo) zlikwidowanej jednostki administracyjnej Zakrutskoje weszły w skład osiedla wiejskiego Titowszczinskoje.